# Marek Dutkiewicz
Marek Wojciech Dutkiewicz (ur. 26 marca 1949 w Warszawie) – polski autor tekstów piosenek, także scenarzysta, dziennikarz i wydawca, a także osobowość telewizyjna.

## Osiągnięcia
Początkowo związany z Rozgłośnią Harcerską oraz Młodzieżowym Studiem „Rytm”. 
Od 1969 zajmuje się pisaniem tekstów piosenek. Współtworzył kilkaset piosenek, z których wiele stało się przebojami. Współpracował z zespołami i wokalistami, takimi jak m.in. 2 plus 1, Andrzej i Eliza, Felicjan Andrzejczak, Budka Suflera, Halina Frąckowiak, Kombi, Lombard, Urszula czy Zdzisława Sośnicka. Utwory z jego tekstami wykonywali też artyści, tacy jak: Alibabki, Bemibek, Monika Borys, Ewa Farna, Bogdan Gajkowski, Homo Homini, Olga Jackowska, Martyna Jakubowicz, Anna Jantar, Irena Jarocka, Majka Jeżowska, Klincz, Lady Pank, Jacek Lech, Zofia Nowakowska, Pro Contra, Krystyna Prońko, Andrzej Rybiński, Skaldowie, Wojciech Skowroński, Test, Trubadurzy, Varius Manx, Wawele i Marianna Wróblewska oraz zespół Papa Dance, dla którego pisał pod pseudonimem Wojciech Filipowski.
Napisał libretto do musicalu Mewa oraz suity Aktor (muz. Janusz Kruk), jak również songi do musicalu Sny Sindbada Żeglarza (muz. A. Zarycki).
W 1983 na 20. Krajowym Festiwalu Piosenki Polskiej w Opolu piosenka w wykonaniu Lombardu „Szklana pogoda” z jego tekstem otrzymała II nagrodę za muzykę.
Autorski dorobek Dutkiewicza został podsumowany na płytach: Przeboje życia (1993) i Złote przeboje (1996).
W 2017 odsłonił swoją gwiazdę na Alei Gwiazd w Opolu, w 2020 otrzymał nagrodę 100-lecia ZAiKS-u.

### Odznaczenia
- Srebrny Medal „Zasłużony Kulturze Gloria Artis” – 2025[6]

## Piosenki
- „Aleja gwiazd” (Zdzisława Sośnicka)
- „Bądź gotowy do drogi” (muzyka Katarzyna Gärtner, z repertuaru Haliny Frąckowiak)
- „Będziesz na zawsze” (muzyka Radosław Liszewski, Alchemist Project, z repertuaru zespołu Weekend)
- „Bogowie i demony” (Urszula)
- „Bramy snu”
- „California mon amour” (2 plus 1)
- „Chodź, pomaluj mój świat” (2 plus 1)
- „Chyba warto się o mnie bić” (Irena Jarocka)
- „Cicho” (Ewa Farna)
- „Co będzie jutro” (Prachowski)
- „Co jej mogłeś dać” (Jacek Lech)
- „Czas ołowiu” (Budka Suflera)
- „Człowiek bez swojej gwiazdy” (Wojciech Skowroński i Blues & Rock)
- „Diamentowa kula” (Lombard)
- „Ding Dong” (2 plus 1)
- „Dmuchawce, latawce, wiatr” (Urszula)
- „Do stracenia już nic” (Natalia Lesz)
- „Droga przez sen” (Test)
- „Gdyby jutra nie było” (Budka Suflera)
- „Giganci tańczą” (Budka Suflera)
- „Gorączka” (Klincz)
- „Gwiazda Dnia”  (2 plus 1) [utwór ze ścieżki dźwiękowej miniserialu „W pustyni i w puszczy” 1974]
- „Gwiazdki czas” (The Pupils)
- „Gwiazdy rock and rolla” (Lombard)
- „Hotel twoich snów” (Kombi)
- „Inwazja z Plutona” (Kombi)
- „Jak to smakuje” (Klincz)
- „Jestem twoją Afryką” (Varius Manx)
- „Jolka, Jolka pamiętasz” (Budka Suflera)
- „Kłopoty to jej specjalność” (Martyna Jakubowicz)
- „Kołysze się świat” (Irena Jarocka)
- „Królowie życia” (Kombi)
- „La la laj” (Ewa Farna)
- „Linia życia” (Kombi)
- „Luz-blues, w niebie same dziury” (Urszula)
- „Magiczne słowo sukces” (Kora, piosenka z serialu Sukces)
- „Malinowy król” (Urszula)
- „Martwy postój” (Lady Pank)
- „Michelle ma belle” (Urszula)
- „Miłego dnia” (Damian Skoczyk;  Classic – jako cover)
- „Mówili na nią Słońce" (Robert Rozmus)
- „Na zawsze lato” (Wawele)
- „Najpiękniejsza w klasie” (Majka Jeżowska)
- „Nie kocham cię” (Zofia Nowakowska, piosenka z serialu Warto kochać)
- „Nie ma jak szpan” (Kombi)
- „Nie ma piwa w niebie” (Anna Jantar)
- „Nie masz prawa” (Monika Borys)
- „Nie wolno płakać” – Doda
- "Nie wolno zabić tej miłości" – Akcent
- „Niebo za rogiem” (Boys & Classic – duet zespołów)
- „Niech moje serce kołysze ciebie do snu” (Krystyna Prońko)
- „Noc komety” (Budka Suflera, muzyka z utworu „Time to Turn” niemieckiej grupy Eloy)
- „Orły do boju” (2 plus 1)
- „Pamiętaj mnie” (Kombi)
- „Panna pszeniczna” (Halina Frąckowiak)
- „Plamy na słońcu” (Klincz)
- „Podaruj mi trochę słońca” (Bemibek)
- „Podwórkowa kalkomania” (Urszula)
- „Połoniny niebieskie” (Adam Drąg)
- „Powiedz ile masz lat” (Urszula)
- „Powiedz mi Panie” (Zdzisława Sosnicka)
- „Przytul mnie” (Kombi)
- „Rdza” (Lombard)
- „Rzeki to idące drogi” (Adam Drąg)
- „Serce pali się raz” (Zdzisława Sośnicka)
- „Słodki doping” (Klincz)
- „Słodkiego, miłego życia” (Kombi)
- „Sto lat czekam na twój list” (Irena Jarocka)
- „Sukces” (Kora Jackowska, piosenka z serialu)
- „Szklana pogoda” (Lombard)
- „Ściana i groch” (Monika Borys)
- „Śmierć dyskotece!” (Lombard)
- „Tak dobrze mi w białym” (Anna Jantar)
- „To, co mam” (Lady Pank)
- „Totalna hipnoza” (Urszula)
- „Twoje zdrowie, mała” (Urszula)
- „W cieniu dobrego drzewa” (Irena Jarocka)
- „W kolorze krwi” (Zdzisława Sośnicka)
- „Windą do nieba” (2 plus 1)
- „Wypijemy popłyniemy” (muzyka Romuald Lipko, z repertuaru zespołu Weekend)
- „Wyspa dzieci” (2 plus 1)
- „Za ostatni grosz” (Budka Suflera)
- „Ja Jestem Gummi Miś” (Gummi Miś)[7]
- „Razem się uda” (Nocny Stróż)[8]

## Życie prywatne
Marek Dutkiewicz od 2001 roku związany jest z piosenkarką i aktorką Joanną Dark, którą poznał w 1991. Mają syna Ksawerego.